# جنگل لیندولوفسکایا

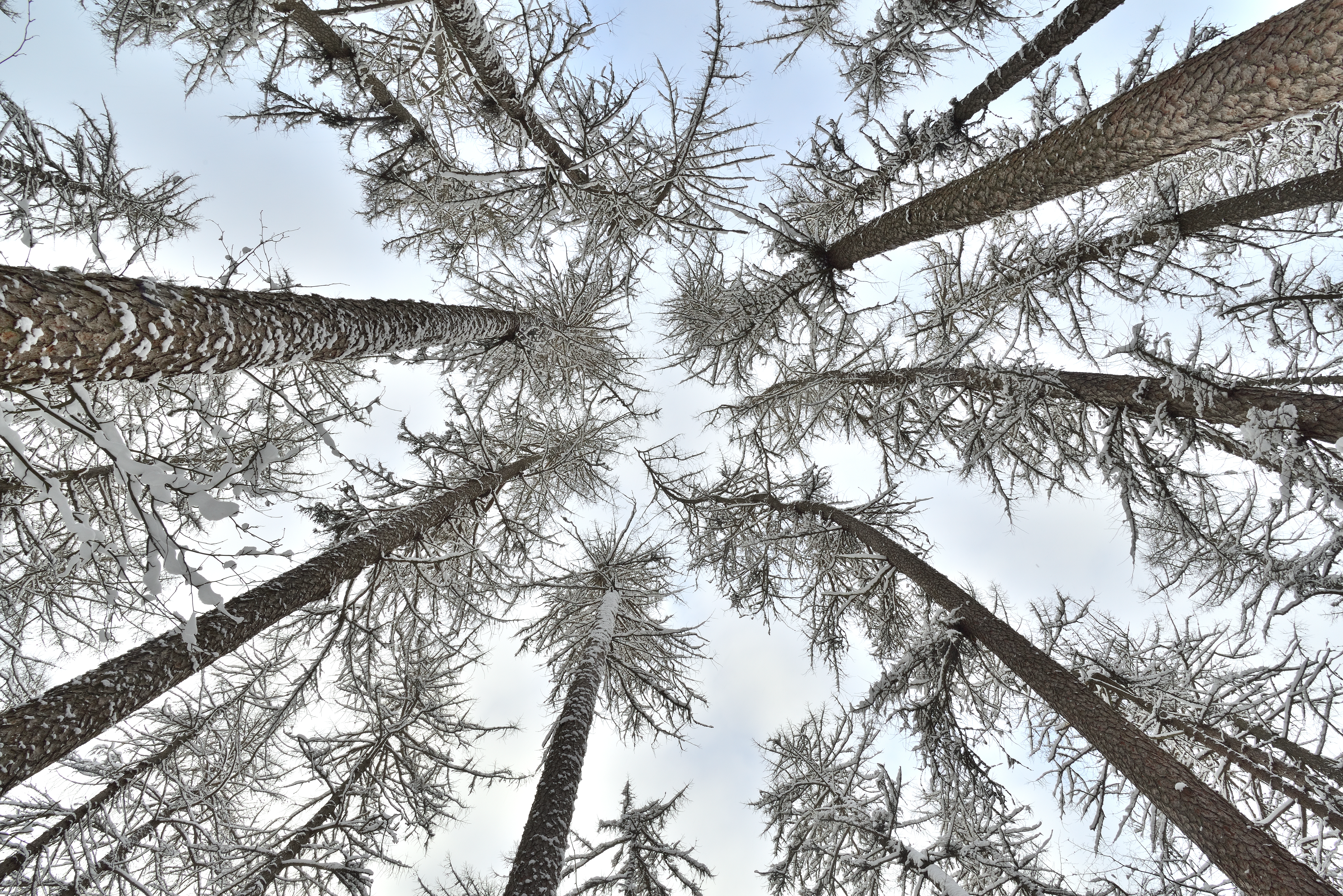

جنگل لیندولوف (به روسی: Линдуловская роща)، یک منطقه حفاظت‌شده طبیعی و گیاه‌شناسی است که در منطقه ویبورگ لنینگراد، در نزدیکی روستاهای روشینو و موخینو واقع شده است. این منطقه حفاظت‌شده ۱۰۰۳ هکتار مساحت دارد و در ۲۷ مارس ۱۹۷۶ با تصمیم شورای اجرایی منطقه لنینگراد تأسیس شد.

## هدف از تأسیس
هدف این منطقه، حفاظت از قدیمی‌ترین جنگل مصنوعی کاج سیبری (Larix sibirica Ledeb) در روسیه و اروپا است که در خارج از زیستگاه طبیعی خود در دره رود روشینکا (نام قدیمی: لینتولوفکا) کاشته شده است. آغاز این جنگل به سال ۱۷۳۸ و فرمان پیتر کبیر بازمی‌گردد، زمانی که در زمین‌های کشاورزی سابق، اولین بذرهای کاج سیبری که از منطقه آرخانگلسک جمع‌آوری شده بودند، کاشته شدند. از آن زمان، کاشت و گسترش این درختان همچنان ادامه دارد.

## اهمیت جهانی
جنگل لیندولوف بخشی از مجموعه آثار حفاظت‌شده تاریخی و فرهنگی مرتبط با «مرکز تاریخی سن‌پترزبورگ و مجموعه‌های مرتبط» است که تحت حمایت یونسکو قرار دارند.